# Trichocera andorrensis
Trichocera andorrensis är en tvåvingeart som beskrevs av Krzeminska 2000. Trichocera andorrensis ingår i släktet Trichocera och familjen vintermyggor.
Artens utbredningsområde är Andorra. Inga underarter finns listade i Catalogue of Life.